# Droga wojewódzka nr 712
Droga wojewódzka nr 712 (DW712) – droga wojewódzka w województwie mazowieckim, o długości 5 km. Łączy drogę wojewódzką nr 721 w Habdzinie z drogą wojewódzką nr 801 w Karczewie. 
Do 1939 roku fragmenty drogi znajdujące się po obu stronach rzeki były połączone mostem drewnianym, który zniszczony został podczas kampanii wrześniowej. 
2 sierpnia 2014 została wznowiona przeprawa promowa na Wiśle, umożliwiająca przejechanie całej drogi.
Najbliższy most na Wiśle znajduje się w Górze Kalwarii (droga krajowa nr 50).

## Miejscowości leżące przy trasie DW712
- Habdzin
- Łęg
- Czernidła
- Gassy
- Karczew